# Pauli Murray
Anna Pauline Murray, conocida como Pauli Murray (Baltimore, Maryland, 20 de noviembre de 1910– 1 de julio de 1985), fue una abogada por los derechos civiles, activista por los derechos de las mujeres, la identidad sexual y de género y contra la segregación racial, escritora y la primera mujer negra en ser ordenada pastora de la Iglesia Episcopal en 1976.
En 2018 fue declarada santa por la Iglesia episcopal de los Estados Unidos, junto a Thurgood Marshall y Florence Li Tim-Oi. Su festividad es el 1 de julio.

## Biografía

### Primeros años
Murray nació en Baltimore, Maryland, el 20 de noviembre de 1910. Hija de Agnes (Fitzgerald) Murray, enfermera, y de William H. Murray, maestro. Ambos progenitores eran identificados como negros si bien de orígenes raciales mixtos, con antepasados que incluían personas esclavas negras, esclavistas blancos, nativos americanos, irlandeses, y negros libres. La madre de Murray murió en 1914 de una hemorragia cerebral cuándo esta tenía tres años. Más tarde, el padre de Murray comenzó a tener problemas emocionales a consecuencia de una fiebre tifoidea que padeció, lo que motivó que unos parientes se hicieron cargo de la custodia de ella y sus hermanos. Finalmente el padre fue ingresado en una institución psiquiátrica.

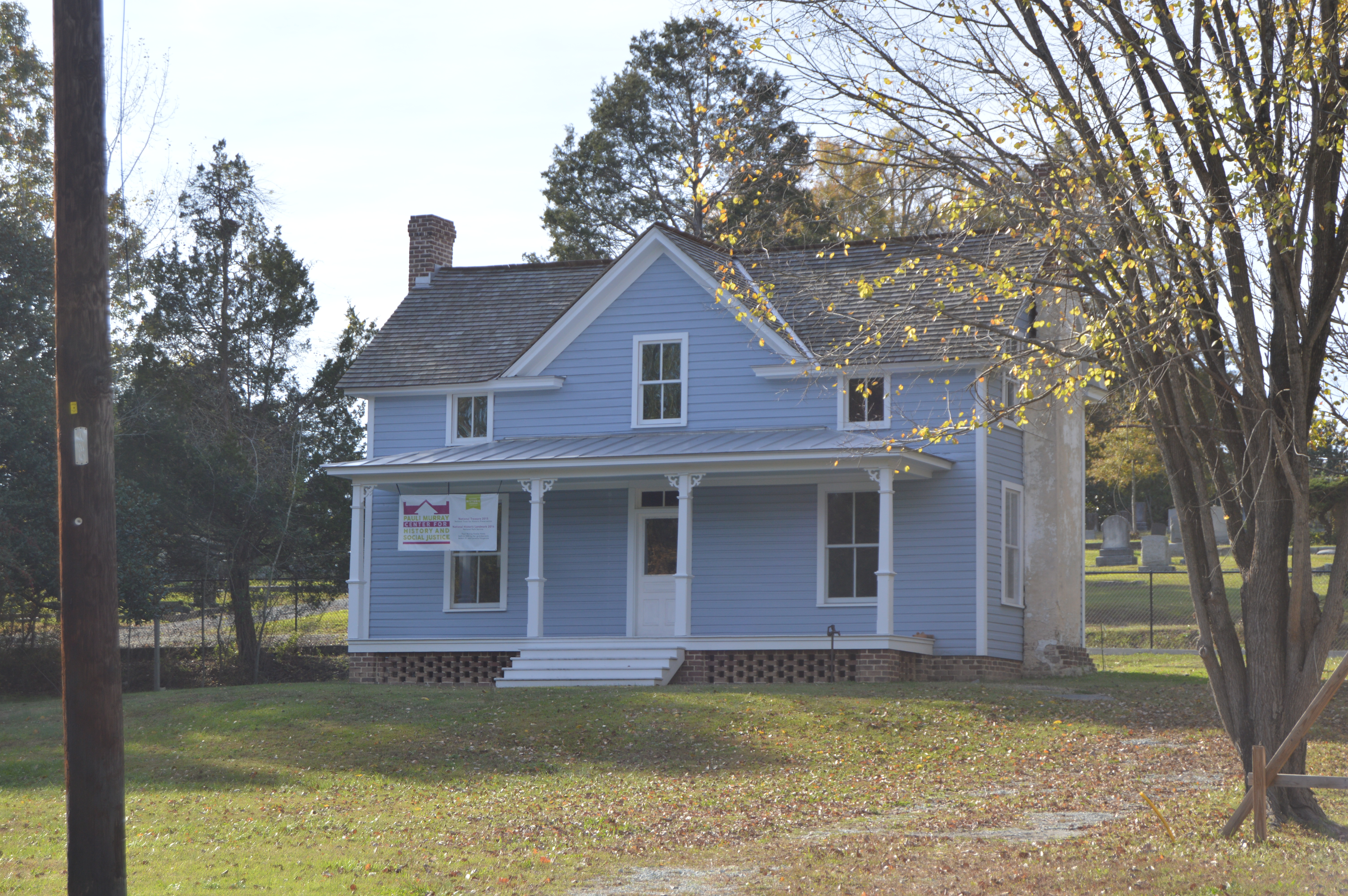
La casa donde Murray vivió en Durham, NC.

A los tres años Pauli Murray fue enviada a Durham, Carolina del Norte, para vivir con la familia de su madre. Allí fue criada por sus tías maternas, Sarah (Sallie) Fitzgerald y Pauline Fitzgerald Dame, ambas profesoras, así como por sus abuelos maternos, Robert y Cornelia (Herrero) Fitzgerald. Asistió a la Iglesia Episcopal St. Titus, la misma que su madre frecuentaba antes de que ella naciera. En 1923, su padre, que había sido ingresado en el Hospital para Negros Dementes de Maryland, murió al ser abatido por un guardia blanco. Murray tenía en mente sacarle de la institución cuando cumpliera la mayoría de edad legal, pero quedó huérfana con tan solo 13 años de edad.
Hasta los 16 años, Murray permaneció en Durham, momento en que su mudó a Nueva York para acabar el instituto y prepararse para la universidad. Allí vivió con la familia de su prima Maude. La familia pasaba por blanca en su barrio de blancos pero la presencia de Murray desconcertó al vecindario, ya que ella era visiblemente de ascendencia africana. Se graduó con honores en su segundo título de escuela secundaria en 1927, y se matriculó en Hunter College durante dos años.
Murray se casó en secreto con William Roy Wynn, conocido como Billy Wynn, el 30 de noviembre de 1930, pero no tardó en arrepentirse de esta decisión.
El historiador Rosalind Rosenberg escribió:

Su fin de semana de luna de miel en un hotel barato del West Side, fue un desastre, una experiencia que luego atribuyó a su juventud y pobreza. La verdad era más complicada. Como Pauli se explicó a sí misma en notas unos años más tarde, se había sentido repelida por el acto sexual. Una parte de ella había querido ser una mujer "normal", pero otra parte se resistió. "¿Por qué cuando los hombres tratan de hacerme el amor, algo en mí se resiste?" se preguntó.

Murray y Wynn sólo pasaron unos meses juntos antes de dejar la ciudad. No volverían a verse hasta que Murray se puso en contacto con él para anular su matrimonio el 26 de marzo de 1949.
Animada por uno de sus profesores favoritos, solicitó plaza en Columbia Universidad, pero fue rechazada porque el centro no admitía mujeres. Tampoco tenía los fondos para asistir a la escuela femenina asociada Barnard Collage. En cambio, asistió a la Hunter Collage, una universidad gratuita de ciudad, donde fue una de las pocas estudiantes negras. Murray fue animada a escribir por uno de sus instructores ingleses, que le dio la máxima calificación por un ensayo sobre su abuelo materno, texto que se convirtió en base para sus memorias posteriores sobre su familia materna bajo el título Proud shoes (1956). Murray, además, publicó un artículo y varios poemas en el periódico universitario. Se graduó en 1933 con una licenciatura de Artes en inglés.
Los trabajos eran difíciles de encontrar durante la Gran Depresión. Murray encontró uno de venta de suscripciones para Oportunidad, una revista académica de la National Urban League, una organización de derechos civiles con sede en la ciudad de Nueva York. Su mala salud le obligó a dejar este empleo ya que su médico le recomendó que buscara un ambiente más saludable.
Consiguió un puesto en el Campamento Tera, un espacio de conservación establecido a instancias de primera dama Eleanor Roosevelt. Se trataba de un lugar similar a los campamentos masculinos del Cuerpo de Conservación Civil (CCC) conformados bajo el New Deal del Presidente Franklin D. Roosevelt para proporcionar empleo a los jóvenes mientras la situación del país mejoraba. Durante sus tres meses en el campamento, la salud de Murray se recuperó y conoció a Eleanor Roosevelt, con la que más tarde mantuvo correspondencia. Sin embargo, Murray chocó con el director del campamento, quien encontró entre sus pertenencias un libro marxista de su Hunter College. Este, delante de la primera dama, recriminó la actitud de Murray y desaprobó su relación multirracial con Peg Holmes, una consejera blanca. Murray y Holmes dejaron el campamento en febrero de 1935, y empezaron a viajar por el país a pie, haciendo autoestop y en trenes de carga. Más tarde, Murray trabajó para la asociación cristiana del Young Mujeres.

### Años escolares

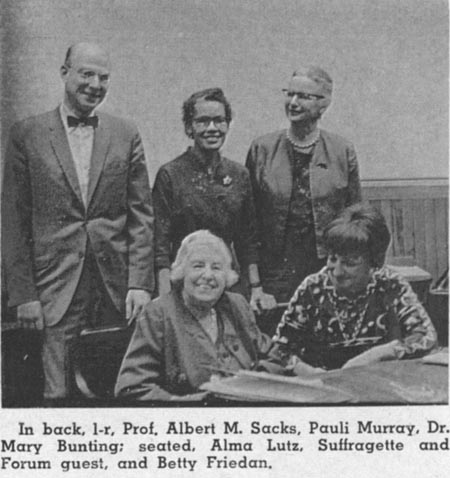
Atrás, l a r, Albert M. Sacos, Pauli Murray, Mary Bunting; sentado, l a r, Alma Lutz, suffragette y Ley de Harvard Huésped de Foro Escolar, y Betty Friedan

Murray intentó entrar en la Universidad de Carolina del Norte en 1938, pero fue rechazada por ser negra. Todas las  escuelas y las instalaciones públicas en el estado estaban segregadas por una ley estatal. El caso fue ampliamente publicitado en periódicos dirigidos tanto a la población blanca como negra. Murray escribió a funcionarios, que iban desde el rector de la universidad hasta el Presidente Roosevelt, dando a conocer sus respuestas a los medios de comunicación en un intento de avergonzarles y hacerles actuar. El líder de la NAACP, Roy Wilkins, se opuso a representarla porque Murray ya había publicado su correspondencia, que consideraba "no diplomática". Los prejuicios sobre su orientación sexual también pudieron haber jugado un papel decisivo en todo el asunto. Murray a menudo usaba pantalones más que faldas, la vestimenta femenina habitual en aquel momento, y mostraba una actitud abierta sobre sus relaciones con otras mujeres.
A principios de 1940, Murray caminaba por las calles en Rhode Island, alterada por  "la desaparición de una amiga" cuando fue detenida por la policía y llevada a Bellevue Hospital en la Ciudad de Nueva York para recibir tratamiento psiquiátrico. En marzo, Murray dejó el hospital con Adelene McBean, su compañera de cuarto y novia, y tomó un autobús a Durham para visitar a sus tías.
En Petersburg, Virginia, la pareja se trasladó, de los asientos rotos de la parte de atrás del autobús asignada a la población negra, a la parte delantera reservada a las personas blancas en virtud de las leyes de segregación estatal. Inspiradas en una conversación que habían tenido sobre la desobediencia civil de Gandhi, las dos mujeres se negaron a regresar a la parte trasera incluso después de que se llamara a la policía. Fueron arrestadas y encarceladas. Inicialmente fueron defendidas por la NAACP, pero cuándo la pareja fue condenada solo por conducta desordenada y no por violar las leyes de segregación, la organización dejó de representarlas. La Liga de Defensa de los Trabajadores (WDL), una organización socialista de derechos laborales, que también había empezado a tomar casos de derechos civiles, les pagó bien. Unos cuantos meses más tarde, el WDL contrató Murray para su comité administrativo.
Con la WDL, Murray estuvo muy activa en el caso de Odell Waller, un aparcero negro de Virginia condenado a muerte por matar a su propietario blanco, Oscar Davis, durante una discusión. La WDL argumentó que Davis había engañado Waller en un acuerdo, y a medida que su discusión se volvía más acalorada, Waller había disparado a Davis en defensa legítima por su vida. Murray recorrió el país recaudando fondos para la apelación de Waller. También escribió a la primera dama Eleanor Roosevelt en nombre Waller. Roosevelt reaccionó escribiendo al gobernador de Virginia James Hubert Price, solicitándole garantías por un juicio justo; más tarde persuadió al Presidente en privado solicitándole la conmutación de la pena de muerte. A través de esta correspondencia, entre Murray y Eleanor Roosevelt empezó una amistad que duraría hasta la muerte de esta última dos décadas más tarde. Sin embargo, a pesar de los esfuerzos del WDL y los Roosevelt, el gobernador no conmutó la sentencia de Waller y este fue ejecutado el 2 de julio de 1942.

### Universidad de Howard
El juicio a Murray por cargos derivados del incidente de autobús y su experiencia en el caso Waller inspiraron su carrera por los derechos civiles. En 1941, empezó a asistir a la Facultad de Derecho de la Universidad de Howard. El ser la única mujer de su clase hizo que tomara consciencia del sexismo existente en la escuela, al que llamó "Jane Cuervo"—en alusión a Jim Cuervo, el sistema de leyes estatales discriminatorias contra los afroamericanos. El primer día de clase de Murray, el profesor William Robert Ming dijo a los asistentes que no sabía por qué las mujeres iban a la facultad de derecho, opinión que enfureció a Murray.

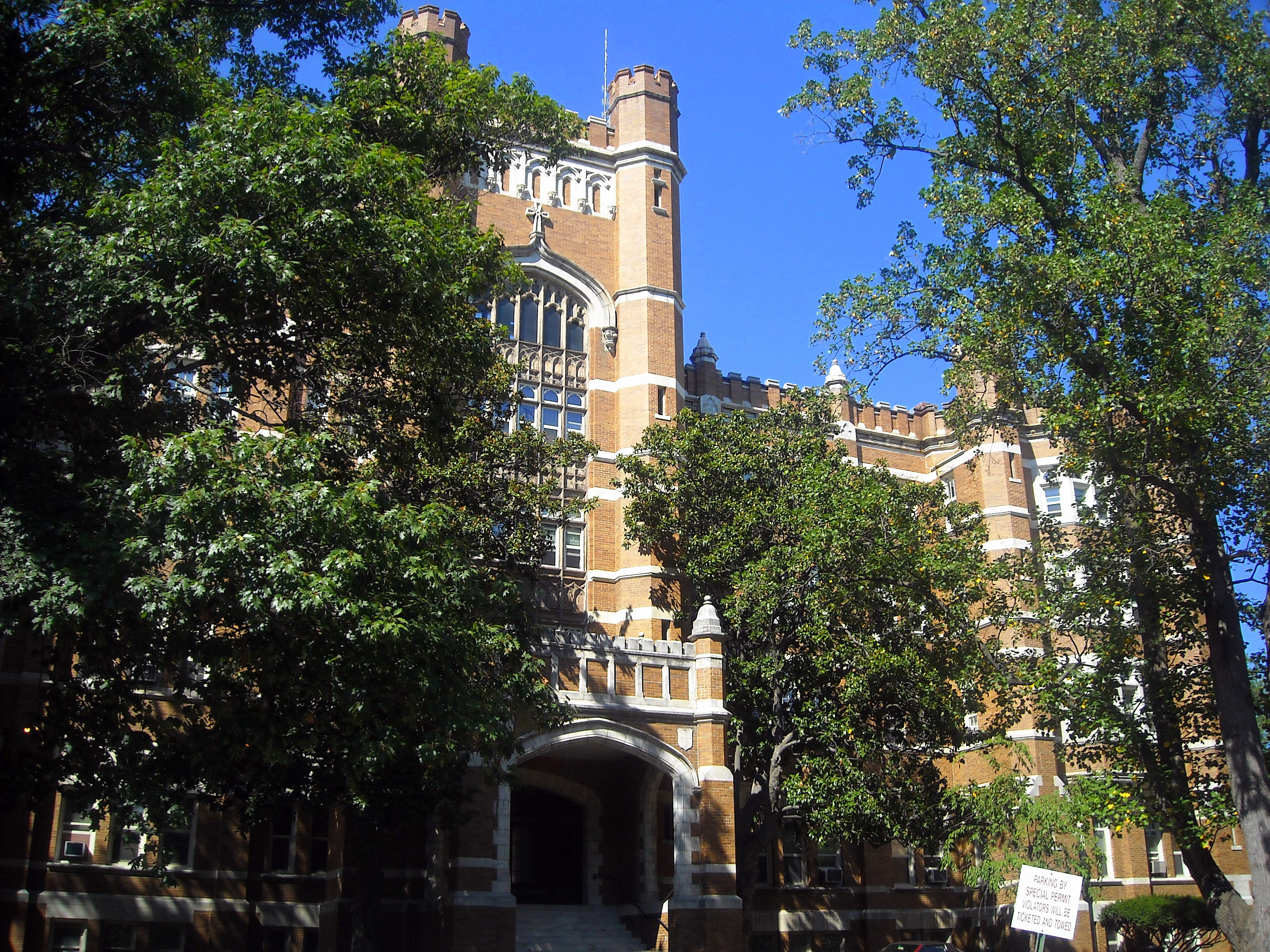
Universidad Howard. Facultad de Derecho.

En 1942, mientras todavía estaba en la facultad de derecho, Murray se unió al Congreso de Igualdad Racial (CORE, en las siglas en inglés). Ese año publicó un artículo, El dilema de la juventud negra, que enfrentaba la segregación en el ejército de EE. UU., que continuó durante la Segunda Guerra Mundial. También participó en sentadas en restaurantes de Washington D. C., desafiando sus prohibiciones segregacionistas. Estas actividades precedieron a las sentadas más generalizadas durante el movimiento de derechos civiles de los años cincuenta y sesenta.
Murray fue elegida Presidenta del Tribunal de Peers Howard, el cargo estudiantil más alto en Howard, y en 1944 se graduó la primera de su clase. Tradicionalmente, a los hombres que se graduaban los primeros se les otorgaba la beca Julius Rosenwald para que continuaran con sus trabajos de posgrado en Universidad de Harvard. Sin embargo, como la universidad no aceptaba a mujeres, Murray fue rechazada. Ello, aun a pesar de una carta de apoyo del Presidente Franklin D. Roosevelt. La respuesta de Murray a la universidad ante esta situación fue:

Con mucho gusto cambiaría mi sexo para cumplir con sus requisitos, pero dado que no se me ha revelado el camino para tal cambio, no tengo más remedio que apelar a ustedes para que cambien de opinión. ¿ustedes dirán que uno no es tan difícil como el otro?
Puli Murray

Murray realizó trabajos de posgrado en la Facultad de Derecho Boalt Hall de la Universidad de California, Berkeley. Su tesis de grado se tituló El derecho a la igualdad de oportunidades en el empleo en donde argumentó que el trabajo es un derecho inalienable. El documento fue publicado en la revista de la Facultad Revisión de Ley de la California.

## Carrera más tardía
Después de aprobar el examen de abogacía de California en 1945, Murray fue contratada como ayudante del fiscal general del Estado en enero del año siguiente, siendo la primera persona negra en ocupar este puesto. Ese mismo año, el Consejo Nacional de Mujeres Negras nombró a Murray  "Mujer del Año" y la revista Mademoiselle hizo lo mismo en 1947.
En 1950, Murray publicó Las leyes de los Estados sobre raza y color, un examen y crítica de leyes de segregación estatal en todo el país. Se basó en pruebas psicológicas y sociológicas, así como en pruebas jurídicas, una técnica de discusión innovadora por la que había sido criticada anteriormente por los profesores de Howard. Murray abogó porque los abogados de derechos civiles impugnaran directamente las leyes estatales de segregación por ser inconstitucionales, en lugar de tratar de probar la desigualdad de las denominadas instalaciones "separadas pero iguales", como se argumentó en algunas impugnaciones.
Thurgood Marshall, entonces consejero principal de la NAACP y futuro juez de Tribunal Supremo, llamó al libro de Murray la "biblia" del movimiento por los derechos civil. Su enfoque influyó en los argumentos de la NAACP en el caso  Brown contra Consejo de Educación (1954), a través del cual se basaron en estudios psicológicos que evaluaban los efectos de segregación en escolares. El Tribunal Supremo de los Estados Unidos dictaminó que las escuelas públicas segregadas eran anticonstitucionales.
Murray vivió en Ghana desde 1960 a 1961, trabajando en la facultad de Derecho de la Escuela de Ghana.  Regresó a los Estados Unidos y estudió en la Escuela de Derecho de Yale, convirtiéndose en 1965 en la primera persona afroamericana en recibir el título de Doctor de Ciencias Jurídicas de la escuela. Enseñó en la Universidad de Brandeis desde el año 1968 a 1973, donde obtuvo la titularidad como profesora en estudios americanos.

### Jane Crow
Al frente del movimiento de derechos civil, junto a dirigentes como Martin Luther King Jr. y Rosa Parks, pero menos conocida, estaba Pauli Murray, una mujer franca que protestó contra la discriminación por motivo de raza y sexo. Ella acuñó el término Jane Crow, demostrando la creencia de Murray de que leyes de Jim Crow también afectaban negativamente a las mujeres afroamericanas. Murray estaba decidida a trabajar con otros activistas para poner fin tanto al racismo como al sexismo. El discurso de Murray, "Jim Crow y Jane Crow", pronunciado en Washington D. C., en 1964, arroja luz sobre la larga lucha de las mujeres afroamericanas por la igualdad racial y su posterior lucha por la igualdad entre los sexos. Como ella expresó, "No sólo han permanecido... junto a los hombres negros en cada fase de la batalla, sino que también han continuado en pie cuándo los hombres fueron destruidos por ella." Las mujeres negras decidieron " ... continuar ..." Estas mujeres no tuvieron miedo de defender lo que creían y se negaron a retroceder de la larga y tediosa lucha por los derechos civiles".  Murray continuó sus elogios a las mujeres negras declarando "...Uno no puede dejar de preguntarse:  habría llegado tan lejos la lucha de los negros sin la indomable determinación de sus mujeres?".

### Los derechos de las mujeres
El presidente de los Estados Unidos, John F. Kennedy, nombró a Murray para la Comisión Presidencial sobre la Condición Jurídica y Social de la Mujer en 1961. Preparó un memorandum titulado "Una propuesta para reexaminar la aplicabilidad de la Decimocuarta Enmienda a las leyes y prácticas estatales que discriminan por razón de sexo per se", en el que se argumentaba que la Decimocuarta Enmienda prohibía la discriminación por razón de sexo así como la discriminación racial.

En 1963 fue una de las primeras en criticar el sexismo del movimiento de derechos civiles en su discurso "La mujer negra en la búsqueda de la igualdad". En una carta al líder de los derechos civiles A. Philip Randolph, criticó el hecho de que en la Marcha sobre Washington de 1963 no se invitara a ninguna mujer a hacer uno de los principales discursos, o a formar parte de su delegación de líderes que acudieron a la Casa Blanca, entre otras quejas. En concreto escribió:
Me ha inquietado cada vez más la flagrante disparidad entre el importante papel que han desempeñado y desempeñan las mujeres negras en los niveles básicos cruciales de nuestra lucha y el papel menor de liderazgo que se les ha asignado en las decisiones de política nacional. Es indefendible convocar una marcha nacional en Washington y enviar un llamamiento que no contenga el nombre de ninguna mujer líder.
En 1965 Murray publicó su histórico artículo (en coautoría con Mary Eastwood), Jane Crow y la ley: La discriminación sexual y el Título VII, en la George Washington Law Review. El artículo analizaba el Título VII de la Ley de Derechos Civiles de 1964 en lo que se refiere a la mujer, y establecía comparaciones entre las leyes discriminatorias contra la mujer y las leyes de Jim Crow. En 1966 cofundó la Organización Nacional para la Mujer (NOW), que esperaba que pudiera actuar como una NAACP para los derechos de las mujeres. En marzo de ese año, Murray escribió al Comisionado Richard Alton Graham para denunciar que la Comisión de Igualdad de Oportunidades de Empleo no estaba cumpliendo con su deber en lo que competía a la parte de género, dejando solo la mitad de la población negra protegida. Más tarde, en 1966, ella y Dorothy Kenyon argumentaron con éxito el caso White vs. Crook, en el que el Tribunal de Apelaciones del Quinto Circuito de los EE. UU. dictaminó que las mujeres tienen el mismo derecho a servir en los jurados. Cuando la abogada y futura jueza de la corte suprema Ruth Bader Ginsburg elaboró su escrito para el caso Reed vs. Reed -un caso de la corte suprema de 1971 que, por primera vez, extendió la Cláusula sobre Protección Igualitaria de la Decimocuarta Enmienda a las mujeres- añadió a Murray y Kenyon como coautores en reconocimiento de su deuda con su trabajo.

### Academia y sacerdocio
Murray fue vicepresidenta de la Universidad de Benedict entre 1967 y 1968. Dejó Benedict para convertirse en profesora de la Universidad de Brandeis, donde permaneció hasta 1973. Además de enseñar derecho, Murray introdujo clases de estudios afroamericanos y estudios de la mujer por primera vez en la universidad. Escribió más tarde que su tiempo en Brandeis fue "el período más excitante, atormentador, satisfactorio, conflictivo, frustrado y a veces triunfante de mi carrera secular".
Cada vez más inspirada por sus conexiones con otras mujeres de la Iglesia Episcopal, Murray, que entonces tenía más de sesenta años, dejó Brandeis para asistir al seminario. Fue ordenada diácona en 1976 y, después de tres años de estudio, en 1977, se convirtió en la primera mujer afroamericana ordenada al servicio del sacerdocio y una de las primeras generaciones de mujeres. Ese año celebró su primera eucaristía por invitación y predicó su primer sermón en la Capilla de la Cruz. Fue la primera vez que una mujer celebraba la Eucaristía en una iglesia episcopal de Carolina del Norte. En 1978 predicó en su ciudad natal de Durham, Carolina del Norte, el Día de la Madre en la Iglesia Episcopal de San Felipe, donde su madre y sus abuelos habían asistido en el siglo XIX. Anunció su misión de reconciliación. Durante los siguientes siete años, Murray trabajó en una parroquia en Washington D. C., centrándose particularmente en el ministerio a los enfermos.

## Muerte y legado
El 1 de julio de 1985, Pauli Murray murió de cáncer de páncreas en la casa que poseía con su amiga de toda la vida, Maida Springer Kemp, en Pittsburgh, Pensilvania.
En 2012 la Convención General de la Iglesia Episcopal votó para honrar a Murray como una de sus Mujeres Santas, Hombres Santos, para ser conmemorados el 1 de julio, el aniversario de su muerte, junto con escritor amigo Harriet Beecher Stowe. El Obispo Michael Curry de la Diócesis de Carolina del Norte dijo que este reconocimiento honra "a las personas cuyas vidas han ejemplificado lo que significa seguir los pasos de Jesús y marcar la diferencia en el mundo".
En 2015, el National Trust for Historic Preservation designó el hogar de la infancia de Murray (en la calle Carroll de Durham, en el barrio West End de Carolina del Norte) como un Tesoro Nacional.
En abril de 2016, la Universidad de Yale anunció que había seleccionado a Murray como homónimo de uno de los dos nuevos colegios residenciales (Pauli Murray College) que se completarán en 2017; el otro se llamará como Benjamin Franklin.
En diciembre de 2016 el Hogar de la Familia Pauli Murray fue designado como Lugar Histórico Nacional por el Departamento del Interior de los Estados Unidos.
En 2018 Murray fue elegida por el Proyecto Nacional de Historia de la Mujer como una de sus homenajeadas para el Mes de la Historia de la Mujer en los Estados Unidos.
También, en el 2018, Murray fue incluida de manera permanente en el calendario de santos de la Iglesia Episcopal (se conmemora el 1 de julio). Thurgood Marshall y Florence Li Tim-Oi también fueron añadidos permanentemente al calendario.

## Sexualidad e identidad de género
Murray luchó con su identidad sexual y de género durante gran parte de su vida. Su matrimonio de adolescente terminó casi inmediatamente con la comprensión de que "cuando los hombres intentan hacerme el amor, algo en mí lucha".
Aunque reconocía el término "homosexual" para describir a los demás, Murray prefería describirse a sí misma como poseedora de un "instinto sexual invertido" que le hacía comportarse como lo haría un hombre atraído por las mujeres. Quería una "vida de casada monógama", pero en la que ella fuera el hombre. La mayoría de sus relaciones fueron con mujeres a las que describió como "extremadamente femeninas y heterosexuales".
En sus años más jóvenes, Murray a menudo se sentía devastada por el fin de estas relaciones, hasta el punto de que fue hospitalizada para recibir tratamiento psiquiátrico dos veces, en 1937 y en 1940.
Murray llevaba el pelo corto y prefería los pantalones a las faldas; debido a su constitución ligera, hubo un momento en su vida en el que a menudo pudo pasar por un adolescente.
A los veinte años, acortó su nombre de Pauline al más andrógino Pauli. En el momento de su arresto por la protesta por la segregación en el autobús en 1940, dio su nombre como "Oliver" a los oficiales que la arrestaron. Murray siguió tratamientos hormonales en los años 40 para corregir lo que ella veía como un desequilibrio personal e incluso solicitó una cirugía abdominal para comprobar si había "sumergido" los órganos sexuales masculinos.
Escribiendo sobre la comprensión de Murray sobre su género, Rosalind Rosenberg, autora de Jane Crow: The Life of Pauli Murray, categorizó a Murray como un hombre transgénero. Cuando se le preguntó sobre su comprensión del género de Murray en una entrevista en 2017 con la Sociedad Afroamericana de Historia Intelectual, Rosenberg afirmó, "(Durante los primeros años de vida de Pauli) Estos fueron años en los que el término transgénero no existía y no había ningún movimiento social que apoyara o ayudara a dar sentido a la experiencia trans. Los documentos de Murray me ayudaron a entender cómo su lucha con la identidad de género formó su vida como pionera de los derechos civiles, estudiosa del derecho y feminista".

### Pronombres
En un ensayo titulado Pauli Murray y el problema económico, la filósofa, activista y académica transgénero Naomi Simmons-Thorne apoya la visión emergente de Murray como una de las primeras figuras transgénero en la historia de los EE. UU. En su ensayo, hace un llamamiento a los historiadores y académicos para que complementen esta creciente interpretación mediante el uso de pronombres masculinos que reflejen la percepción masculina de Murray sobre sí. Sin embargo, Simmons-Thorne no es la primera persona del ámbito académico en llamar la atención sobre el tema de los pronombres de Murray. El historiador Simon D. Elin Fisher también ha cuestionado las prácticas históricas y textuales de asignar pronombres femeninos a Murray a través de su uso pronominal de "él/ella" en algunos de sus escritos. Sin embargo, Simmons-Thorne hace uso exclusivo de los pronombres "él-ella-ella" en referencia a Murray. Concibe la práctica como uno de los muchos métodos trans historiográficos "desesencialistas" capaces de "interrumpir la lógica del determinismo biológico" y "las limitaciones del cissexismo que operan históricamente". Su punto de vista se aparta radicalmente de los biógrafos y académicos como Rosenberg (a menudo cisgénero), y de las prácticas convencionales más amplias, que generalmente se refieren a Murray a través del uso de los pronombres "ella-sus-su".

## Memorias y poesía
Además de su trabajo legal, Murray escribió dos volúmenes de autobiografía y una colección de poesía. Su primer libro autobiográfico, Zapatos orgullosos (Proud Shoes, 1956), traza los complicados orígenes raciales de su familia, centrándose particularmente en sus abuelos maternos, Robert y Cornelia Fitzgerald. Cornelia era la hija de un esclavo que había sido violado por su dueño blanco y su hermano. Nacida en la esclavitud, la niña mestiza fue criada por la hermana de su dueño y educada. Robert era un hombre negro libre de Pensilvania, también de ascendencia racial mixta; se mudó al Sur para enseñar durante el Era de la Reconstrucción. Los periódicos, incluyendo el New York Times, dieron al libro críticas muy positivas. El New York Herald Tribune declaró que Proud Shoes es "una memoria personal, es historia, es biografía, y es también una historia que, en su mejor momento, es lo suficientemente dramática como para satisfacer las demandas de la ficción". Está escrita con ira, pero sin odio; con afecto, pero sin patetismo y lágrimas; y con un humor que nunca se vuelve extravagante."
Murray publicó una colección de su poesía, Testamento oscuro y otros poemas (Dark Testament and Other Poems), en 1970. El volumen contiene lo que la crítica Christina G. Bucher llama una serie de "poemas de amor conflictivos", así como aquellos que exploran la injusticia económica y racial. La colección ha recibido poca atención de la crítica, y hasta 2007, estaba agotada. Fue reeditada en 2018, tras la publicación de una nueva biografía sobre Murray en 2017.
Un volumen de seguimiento de Zapatos Orgullosos (Proud Shoes), sus memorias Canción en una garganta cansada: Una peregrinación americana, (Song in a weary throat: An american pilgrimage), fue publicado póstumamente en 1987. Song se centró en la propia vida de Murray, particularmente en su lucha contra la discriminación racial y de género. Recibió el Premio del Libro Robert F. Kennedy, el Premio Christopher, y el Premio del Libro Lillian Smith.

## Trabajos por Murray

### Ley
- States' Law on Race and Color, Cincinnati: Women's Division of Christian Service, Board of Missions and Church Extension, Methodist Church, 1950.
- Davison Douglas, ed., 1997. States' Law on Race and Color, 2nd edn, University of Georgia Press. ISBN 978-0-8203-1883-7
- with Rubin, Leslie. The Constitution and Government of Ghana, London: Sweet & Maxwell, 1961. African Universities Press, 1964

### Poesía
- Dark Testament and Other Poems, Connecticut: Silvermine Publishers, 1970. ISBN 978-0-87321-016-4

### Autobiografías
- Proud Shoes: The Story Of An American Family, New York: Harper & Brothers, 1956. ISBN 0-8070-7209-5.
- Song in a Weary Throat: An American Pilgrimage, New York: Harper & Row, 1987. ISBN 0-06-015704-6. Reissued as Pauli Murray: The Autobiography of a Black Activist, Feminist, Lawyer, Priest and Poet, University of Tennessee Press, 1989. ISBN 0-87049-596-8.